# Panne moteur

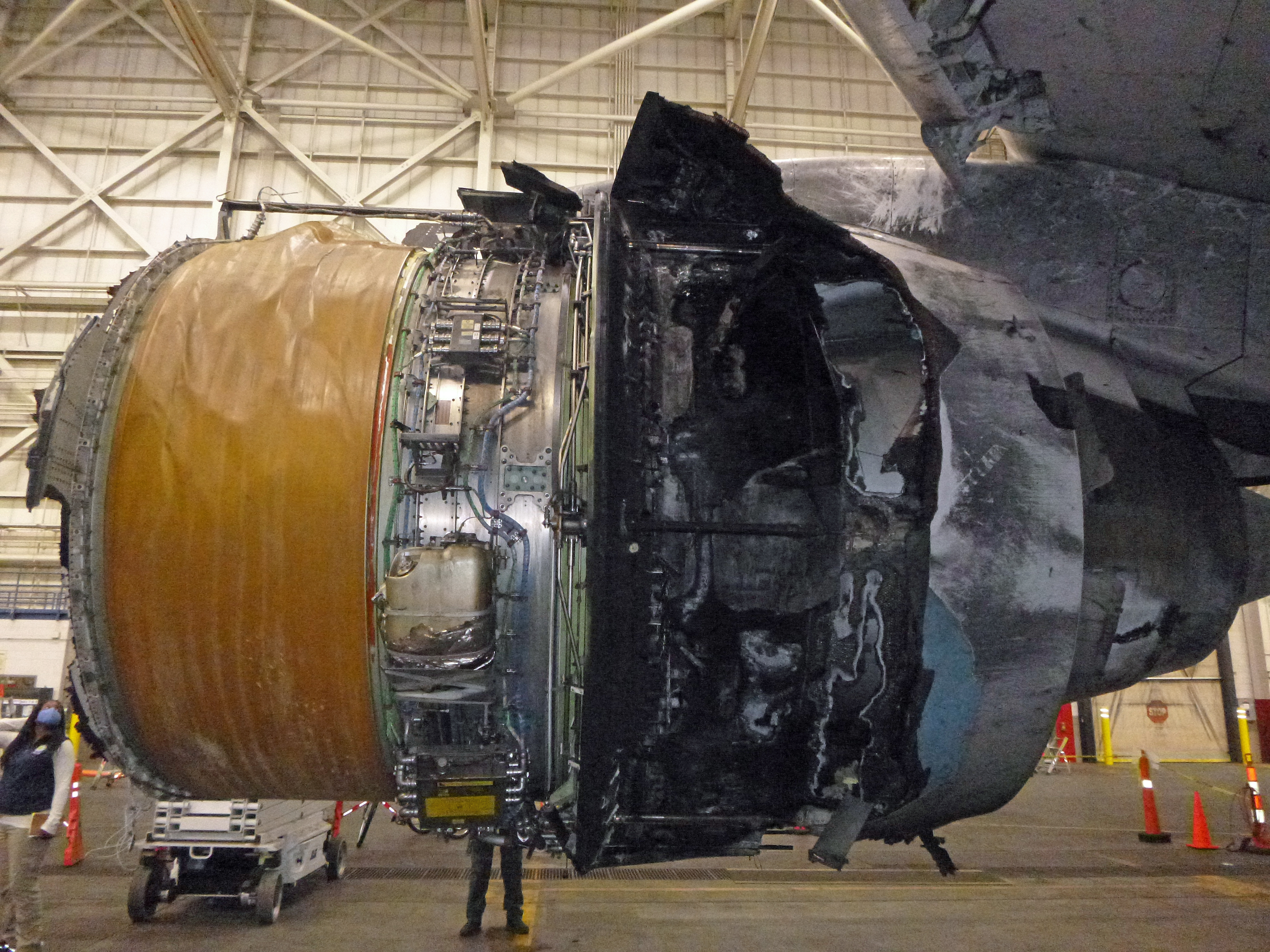
Le réacteur incriminé lors de l'incident du vol United Airlines 328 en 2021. Il a explosé en vol.

En aéronautique; une panne moteur est un incident où un moteur d'avion cesse inopinément de produire la puissance. Cela inclut également l'épuisement de carburant.

## Nature des pannes
Les réacteurs en service sur les avions de ligne commerciaux d'aujourd'hui sont tout à fait fiables. Il est commun  que les moteurs fonctionnent des dizaines de milliers d'heures sans difficulté avant d'être retirés du service pour une inspection programmée. Cependant, des défauts de fonctionnement se produisent parfois, qui peuvent mener à un arrêt en vol du moteur. Puisque les avions de ligne  ont plusieurs moteurs, ils sont conçus pour voler avec un moteur inopérant et les équipages des aéronefs sont formés pour voler avec un moteur inopérant.

## Traitement d'une panne moteur
Après un arrêt moteur, une descente au niveau de vol de rétablissement est effectuée. Un bilan est établi, et, en fonction de la situation et des contraintes opérationnelles, l'équipage choisit de faire demi-tour, ou se dirige vers un terrain de déroutement adapté (longueur de piste, météo). Une vidange-carburant peut être nécessaire. L'atterrissage est effectué en tenant compte des contraintes, telles que deux inverseurs de poussée indisponibles, circuits inopérants, hypersustentateurs, trains, etc. La sécurité du terrain est mise en alerte.

## Types de panne
Il existe deux types de défaillance d'un moteur : les défaillances contenues et les défaillances non-contenues.

### Défaillance contenue
Une panne moteur « contenue » est une panne dans laquelle les composants pourraient se séparer à l'intérieur du moteur en restant dans le moteur,. C'est une caractéristique de conception de tous les moteurs et normalement cela ne devrait pas présenter de risques pour l'intégrité de l'appareil.

### Défaillance non-contenue

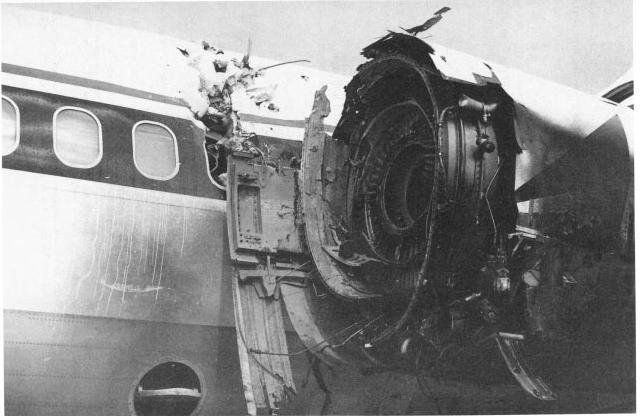
Défaillance non-contenue lors du vol Delta Air Lines 1288 en 1996.

Une panne moteur « non-contenue » peut être plus sérieuse parce que des éléments du moteur sont éjectés,, posant un danger à la structure de l'appareil et donc aux passagers et à l'équipage. Les débris peuvent perforer le fuselage ou l'aile.

## Les autres cas d'incident du moteur
La plupart des pannes moteur en vol sont susceptibles d'être bénignes et de passer inaperçues pour les passagers. Par exemple, il peut être prudent que l'équipage des aéronefs arrête un moteur et exécute un atterrissage de précaution dans le cas d'un problème d'huile ou d'une indication de vibrations.

### Pompages
Cependant, les passagers peuvent être alarmés par d'autres événements, tel le pompage d'un compresseur, avarie caractérisée par un ou plusieurs à-coups, avec apparition de flammes en sortie de la tuyère, vite éteintes à la suite des actions de l'équipage. Ces flammes sont internes, elles sont dues au carburant imbrulé à la suite des avaries du compresseur.

### Émanation de fumée
Au sol, si du carburant reste dans une chambre de combustion après l'arrêt des réacteurs, il peut continuer à brûler, produisant une fumée qui s'échappe de la tuyère. Ce type d'incident peu fréquent se résout par un « brassage », c'est-à-dire une mise en rotation du compresseur.

### Fume events
Une panne de certains composants dans le moteur (joints) peut avoir comme conséquence un dégagement d'huile qui peut causer une odeur ou une brume huileuse dans la carlingue, plus ou moins prononcé. Ces événements sont appelés dans le milieu aéronautique des fume events (« incidents causés par des émanations »). Ils se caractérisent par une odeur caractéristique de chaussette mouillée. Il est évalué 2 fume events pour 10 000 vol. En dépit de ces observations, de telles occurrences n'indiquent pas un danger imminent.

## Panne de tous les moteurs
Une panne de tous les moteurs peut arriver, et dans ce cas l'équipage doit faire planer l'appareil.
Quelques cas notables :
- Le 24 juin 1982, le vol British Airways 9, un Boeing 747, reliant l'aéroport de Londres-Heathrow à l'Aéroport d'Auckland, s'est retrouvé en vol plané après que ses 4 réacteurs se sont éteints à la suite de l'entrée (non détectée) de l'appareil dans un nuage de cendres volcaniques. Les pilotes ont réussi à planer suffisamment loin pour sortir du nuage de cendres et ont réussi à redémarrer 3 des 4 moteurs, puis ont procédé un atterrissage d'urgence sur l'aéroport d'Halim, à Jakarta.
- Le 23 juillet 1983, le vol Air Canada 143, un Boeing 767, reliant l'aéroport Montréal-Trudeau à l'aéroport d'Edmonton, s'est retrouvé en panne totale de carburant à la suite d'une erreur de remplissage des réservoirs. Les pilotes ont réussi à faire planer l'appareil jusqu'à une piste désaffectée située à Gimli (Manitoba).
- Le 12 juillet 2000, le vol Hapag-Lloyd 3378. un Airbus A310-304, reliant l'Aéroport international de La Canée (Grèce), à l'aéroport de Hanovre (Allemagne), transportant 142 passagers et 8 membres d’équipage. L'avion se trouva en panne de carburant à 20 km de l'aéroport. L’équipage tenta de le faire planer jusqu'à la piste, mais il atterrit à 500 m du tarmac. Aucun mort.
- Le 24 août 2001, le vol Air Transat 236, un Airbus A330, reliant l'aéroport Toronto-Pearson à l'aéroport de Lisbonne, qui s'est retrouvé en panne de kérosène au-dessus de l'océan Atlantique en raison d'une fuite de carburant. L'équipage a réussi à faire planer l'appareil pendant environ 20 minutes jusqu'à atteindre la piste de la base aérienne de Lajes, aux Açores.
- Vol Tuninter 1153
- Vol Southern Airways 242
- Vol TACA 110
- Vol Garuda Indonesia 421

Cas particulier :
- Le 15 janvier 2009, le vol US Airways 1549 de la compagnie aérienne américaine US Airways, reliant  l'aéroport international de LaGuardia à l'aéroport international de Charlotte/Douglas, s'est retrouvé en panne moteur total à la suite de la collision avec des oiseaux 2 minutes seulement après le décollage. Ne se trouvant alors qu'à une altitude de 2 800 pieds (environ 850 mètres), ce dernier est dans l’impossibilité d’effectuer un vol plané et est contraint d'amerrir sur les eaux glaciales du fleuve Hudson. Les 150 passagers et les 5 membres d'équipage s'en sont sortis indemnes. Cet incident a été porté à l'écran par le film "Sully".